# Zębiełek poczerniały
Zębiełek poczerniały (Crocidura fuliginosa) – gatunek owadożernego ssaka z rodziny ryjówkowatych (Soricidae). Występuje w Kambodży, Chinach, Laosie, Malezji, Mjanmie, Tajlandii i Wietnamie. Prawdopodobnie występuje również w Bangladeszu. Zamieszkuje różnorodne siedliska od górskich do nizinnych lasów, obszary uprawne a nawet jaskinie. Mały ssak o ciemnoszarym futrze ze srebrnym połyskiem, brzuch jaśniejszy. Ogon jest cienki z rzadkimi białymi włosami. Nogi również pokryte krótkimi, białymi włosami. Oczy są małe, uszy nieowłosione i dobrze widoczne. Niewiele wiadomo na temat ekologii i populacji tego ssaka. W Czerwonej księdze gatunków zagrożonych Międzynarodowej Unii Ochrony Przyrody i Jej Zasobów został zaliczony do kategorii LC (najmniejszej troski). Nie ma większych zagrożeń dla tego gatunku. 

## Podgatunki
Wyróżniono dwa podgatunki C. fuliginosa:
- C. fuliginosa dracula
- C. fuliginosa fuliginosa